# Pinewood Studios
A Pinewood Studios (Pinewood Stúdiók) nagy filmgyártó társaság Angliában, a buckinghamshire-i Iver Heath-ben, mintegy 50 kilométerre Londontól.

## Története
Charles Boot alapította 1934-ben a Heatherden Hall birtokon, a sheffieldi Henry Boot Company építette fel kevesebb, mint egy év alatt. Boot a legújabb hollywoodi stúdiókat tekintette mintának. Még a Pinewood neve is ezt tükrözi (a „pine” angolul fenyőt jelent), a „wood” az építkezés helyszínét körbefogó erdőkre utal.
Később a Pinewoodot és a magyar származású producer, Korda Sándor (Alexander Korda) által is gyakran használt Denham Film Stúdiókat is J. Arthur Rank szerezte meg. 
2001-ben a Pinewood egyesült a Shepperton Stúdiókkal, a másik vezető brit filmprodukciós céggel. Mindkét stúdió a Sohonet médiabirodalom része. 2004-ben a Pinewood Shepperton részvényeit bevezették a Londoni tőzsdére. 2005-ben a Pinewood Shepperton bekebelezte a Teddington Stúdiókat is.
A Pinewood világszerte leghíresebb produktuma a 007-es ügynökről, James Bondról szóló filmek sorozata. Csaknem ugyanolyan híres az itt készült Folytassa… filmsorozat (Carry On…).
A csoporthoz tartozó három stúdiókomplexum egymás közelében helyezkedik el. A cégnek összesen 41 stúdiója van, köztük tíz digitális televíziós stúdió, külső jelenetek felvételére alkalmas birtokai és erdői, Európa egyik legnagyobb filmezésre alkalmas külső víztárolója és egy speciálisan víz alatti jelenetek filmezésére alkalmas stúdiója is.

## A stúdiók
A Pinewood és a Shepperton 13 nagy, 1115 m² fölötti alapterületű stúdióval rendelkezik. A legnagyobb stúdiómagasság 13,7 méter. 
Messze a legnagyobb a Pinewood 007 jelű stúdiója, amely 5489 m²-es (114 m x 48 m és 12 m magas). Ezt 1976-ban építették, a Pinewoodnál forgatott James Bond sorozat A kém, aki szeretett engem epizódja számára. 1984-ben a földig leégett, miután kigyulladtak a Ridley Scott Legend című filmjének forgatásáról ott maradt benzintartályok, de négy hónap alatt újraépítették. Ekkor kapta mostani nevét is (Albert R. Broccoli’s 007). 2006. július 30-án ismét komoly károkat szenvedett egy újabb tűztől, épp miután elkészült a James Bond sorozat Casino Royale című legújabb epizódja. Emiatt szeptemberben le kellett bontani, de hat hónap alatt megint újraépítették. 
A többi nagy stúdió jellemzően 1100-2000 négyzetméteres. A 007-et követő legnagyobb a Shepperton 2787 m²-es „H” stúdiója.
A filmesek számára a helyszínen rendelkezésre álló szolgáltatások rendkívül széles körűek, még építőanyagokat is lehet helyben vásárolni a díszletekhez.

## A Pinewoodnál forgatott filmek (válogatás)
- Talk of the Devil (1936)
- Fekete nárcisz (Black Narcissus) (1947)
- Twist Olivér (Oliver Twist) (1948)
- A piros cipellő (The Red Shoes) (1948)
- The Blue Lagoon (1949)
- Bunbury (The Importance of Being Earnest) (1952)
- Különös kirándulás (Genevieve) (1953)
- A Town Like Alice (1956)
- Emlékezetes éjszaka (A Night to Remember) (1958)
- Folytassa, nővér! (Carry On Nurse) (1959)
- Tiger Bay (1959)
- Urak szövetsége (The League of Gentlemen) (1960)
- Kamerales (Peeping Tom) (1960)
- Fütyüld le a szelet (Whistle Down the Wind) (1961)
- Dr. No (1962)
- Oroszországból szeretettel (From Russia with Love) (1963)
- Goldfinger (1964)
- Tűzgolyó (Thunderball) (1965)
- Az Ipcress ügyirat (The Ipcress File) (1965)
- 451 Fahrenheit (Fahrenheit 451) (1966)
- Arabeszk (Arabesque) (1966)
- Csak kétszer élsz (You Only Live Twice) (1967)
- Folytassa, doktor! (Carry On Doctor) (1967)
- Csodakocsi (Chitty Chitty Bang Bang) (1968)
- Dracula feltámadt sírjából (Dracula Has Risen from the Grave) (1968)
- Folytassa a kempingezést! (Carry On Camping) (1969)
- Őfelsége titkos megbízottja (On Her Majesty’s Secret Service) (1969)
- Sherlock Holmes magánélete (The Private Life of Sherlock Holmes) (1970)
- Toomorrow (1970)
- Gyémántok az örökkévalóságnak (Diamonds Are Forever) (1971)
- A Sakál napja (The Day of the Jackal) (1973)
- Élni és halni hagyni (Live and Let Die) (1973)
- Az aranypisztolyos férfi (The Man with the Golden Gun) (1974)
- Aki király akar lenni (The Man Who Would Be King) (1975)
- A kém, aki szeretett engem (The Spy Who Loved Me) (1977)
- Superman (1978)
- Szigorúan bizalmas (For Your Eyes Only) (1981)
- Titánok harca (Clash of the Titans) (1981)
- Pink Floyd: A fal (Pink Floyd: The Wall) (1982)
- Viktor, Viktória (Victor/Victoria) (1982)
- Polipka (Octopussy) (1983)
- Ki segít a Mikulásnak? (Santa Claus: The Movie) (1985)
- Halálvágta (A View to a Kill) (1985)
- Legenda (Legend) (1985)
- Rémségek kicsiny boltja (Little Shop of Horrors) (1986)
- A bolygó neve: Halál (Aliens) (1986)
- Halálos rémületben (The Living Daylights) (1987)
- Acéllövedék (Full Metal Jacket) (1987)
- Hellraiser (1987)
- Hellraiser 2. (Hellbound: Hellraiser II) (1988)
- Batman (1989)
- Interjú a vámpírral (Interview with the Vampire) (1994)
- Mission: Impossible (1996)
- Az Angyal (The Saint) (1997)
- A holnap markában (Tomorrow Never Dies) (1997)
- Az ötödik elem (The Fifth Element) (1997)
- A világ nem elég (The World Is Not Enough) (1999)
- Tágra zárt szemek (Eyes Wide Shut) (1999)
- Halj meg máskor (Die Another Day) (2002)
- Az órák (The Hours) (2002)
- Az operaház fantomja (The Phantom of the Opera) (2004)
- Charlie és a csokigyár (Charlie and the Chocolate Factory) (2005)
- A United 93-as (United 93) (2006)
- Csillagpor (Stardust) (2006)
- Casino Royale (2006)
- Sweeney Todd, a Fleet Street démoni borbélya (Sweeney Todd: The Demon Barber of Fleet Stree) (2007)
- Mamma Mia! (2008)
- A Quantum csendje (Quantum of Solace / Bond 22) (2008)

## Külső hivatkozások

### Angol nyelven
- Pinewood Studios honlap
- Pinewood Studios Albert R. Broccoli 007 Stage Official Website

### Magyar nyelven
- Egy illemtudó filmstúdió története – tanulmány a Filmtetten